# Municipio de Carrollton (Míchigan)
El municipio de Carrollton (en inglés: Carrollton Township) es un municipio ubicado en el condado de Saginaw en el estado estadounidense de Míchigan. En el año 2010 tenía una población de 6103 habitantes y una densidad poblacional de 670,38 personas por km².

## Geografía
El municipio de Carrollton se encuentra ubicado en las coordenadas 43°27′34″N 83°56′21″O / 43.45944, -83.93917. Según la Oficina del Censo de los Estados Unidos, el municipio tiene una superficie total de 9.1 km², de la cual 8.64 km² corresponden a tierra firme y (5.06%) 0.46 km² es agua.

## Demografía
Según el censo de 2010, había 6103 personas residiendo en el municipio de Carrollton. La densidad de población era de 670,38 hab./km². De los 6103 habitantes, el municipio de Carrollton estaba compuesto por el 80.62% blancos, el 11.68% eran afroamericanos, el 0.38% eran amerindios, el 0.29% eran asiáticos, el 0.03% eran isleños del Pacífico, el 3.2% eran de otras razas y el 3.8% pertenecían a dos o más razas. Del total de la población el 11.94% eran hispanos o latinos de cualquier raza.